# Giulești, Neamț
Giulești este un sat în comuna Secuieni din județul Neamț, Moldova, România.

## Personalități
- Vasile Petre Jitariu (1905 - 1989), biolog, academician.

 Acest articol despre o localitate din județul Neamț este deocamdată un ciot. Puteți ajuta Wikipedia prin completarea lui.